# Famiglia Manson

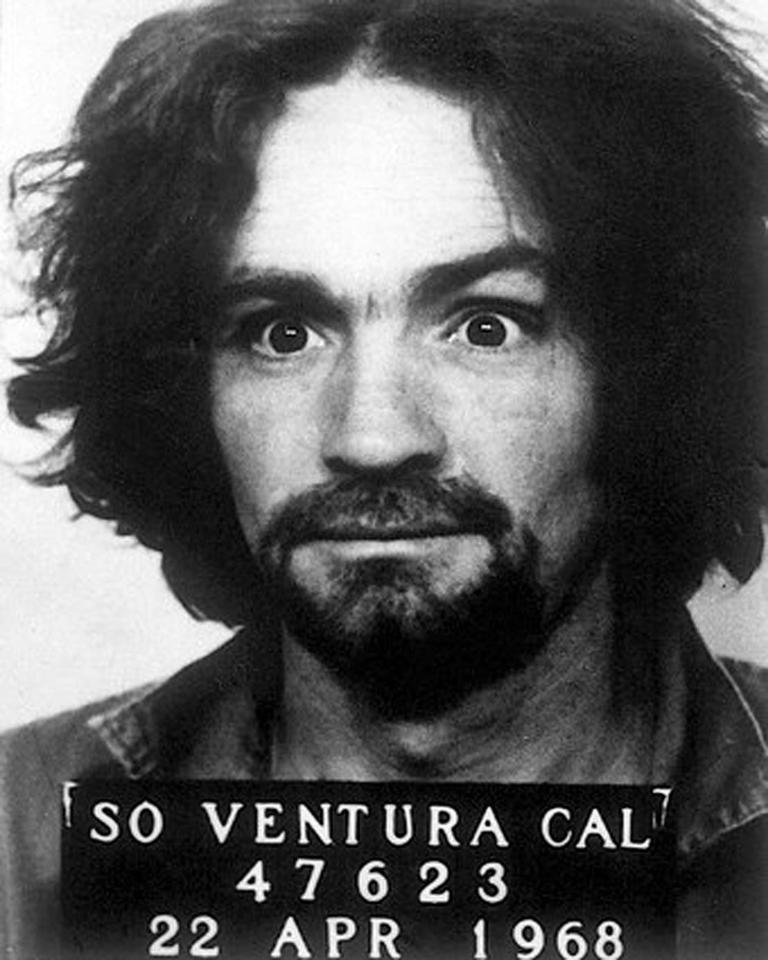
Charles Manson in una foto segnaletica del 1968. Manson fu il fondatore e "guru" della Family

La Famiglia Manson, anche conosciuta con il nome inglese Manson Family o semplicemente The Family, è stata una comunità hippy criminale del deserto della California e una setta fondata nei tardi anni sessanta. Guidato da Charles Manson, il gruppo era formato da circa 100 adepti che vivevano una vita non convenzionale e che utilizzavano abitualmente allucinogeni. Molti dei fedeli erano giovani donne della classe media, radicalizzatesi negli insegnamenti di Manson e provenienti dalle culture del flower power e dal movimento delle comuni.
Quando Manson uscì dal carcere nel 1967, la "Famiglia" si formò a San Francisco e più tardi si spostò in un ranch della San Fernando Valley. I seguaci di Manson includevano anche una piccola, devota unità di giovani donne e ragazze che credevano che Manson fosse una manifestazione di Cristo e nelle sue profezie sulla guerra razziale.
Questo gruppo assurse alle cronache nazionali e internazionali per il cruento omicidio di Sharon Tate e quattro suoi ospiti avvenuto il 9 agosto 1969 a 10050 Cielo Drive per mano di Tex Watson e altri tre membri della Family (Susan Atkins, Leslie Van Houten e Patricia Krenwinkel), di cui Manson fu riconosciuto come mandante. Il gruppo fu poi riconosciuto responsabile di altri delitti, aggressioni e crimini di diverso tipo.

## Storia
(Charles Manson)
(Linda Kasabian)

### La scarcerazione di Manson: Nascita della "Family"

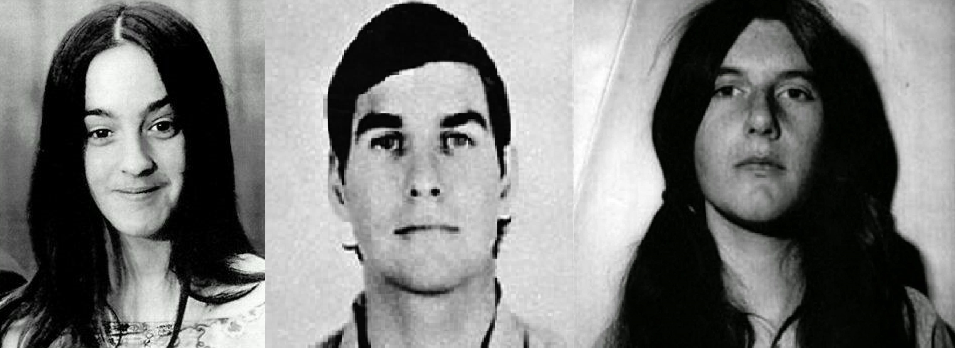
Le foto segnaletiche di Susan Atkins, Charles "Tex" Watson e Patricia Krenwinkel della "Family", autori dell'omicidio di Sharon Tate e dei suoi amici. Contrariamente a quanto erroneamente creduto da molti, Charles Manson, nonostante sia stato il probabile mandante della strage, non partecipò materialmente al delitto.

La Family ebbe origine nell'aprile del 1967 quando Manson, scarcerato poco meno di un mese prima, era giunto a San Francisco in piena rivoluzione hippie, e aveva conosciuto una ragazza ventitreenne, Mary Brunner, di professione bibliotecaria presso la Università di Berkeley, finendo poi per stabilirsi da lei nel quartiere di Haight-Ashbury. Nelle settimane successive, durante i suoi vagabondaggi, conobbe una ragazza diciannovenne dai capelli rossi, Lynette Fromme (soprannominata "Squeaky"), da poco scappata di casa, e una ballerina di strip club già pregiudicata, Susan Atkins (soprannominata "Sadie"), di vent'anni. Con questo primo gruppetto di discepole si spinse a nord, a bordo di un Volkswagen T1, fino alla contea di Mendocino, e poi a sud, fino a Los Angeles e dintorni. Sfruttando la moda del periodo, Manson spinse queste ragazze all'uso di droghe allucinogene e al sesso libero, sfruttando il proprio carisma e la sua abilità nel suonare la chitarra e nel comporre canzoni, arrivando ad autoproclamarsi "Figlio dell'Uomo" (Man-Son) e profeta di una nuova religione.
Nell'estate e nel successivo autunno 1967, il gruppetto raccolse una ragazza ventunenne anch'essa scappata di casa, Patricia Krenwinkel, il diciottenne vagabondo Paul Watkins, molto abile a suonare la chitarra, il musicista Bobby Beausoleil, già attore di B-movie hollywoodiani a sfondo erotico, la violinista Catherine Share (detta "Gypsy"), conosciuta da Beausoleil sul set di un film western soft-porno, la diciottenne Leslie Van Houten, ex fidanzata dello stesso Beausoleil, la quindicenne Dianne Lake (detta "Snake"), figlia di una coppia di hippie già conoscenti di Manson, la sedicenne Ruth Ann Moorehouse (detta "Ouisch"), figlia di un pastore protestante fallito che era finito per adorare Manson come figura religiosa.
Per fare fronte all'aumento di seguaci, Manson acquistò un vecchio bus scolastico, che dipinse di nero e usò come base mobile per scarrozzare tutta la sua "Family" in lungo e in largo per la California. Nel 1967, Mary Brunner restò incinta di Manson e, il 15 aprile 1968, diede alla luce un figlio che chiamò Valentine Michael (soprannominato "Pooh Bear"), assistita durante il parto da varie altre giovani donne della Family. Durante la gravidanza e dopo, la Brunner (come molti altri membri della setta) acquisì un gran numero di pseudonimi e soprannomi, inclusi: "Marioche", "Och", "Mother Mary", "Mary Manson", "Linda Dee Manson" e "Christine Marie Euchts".
Il gruppo si stabilì successivamente nella zona del Topanga Canyon, dove si aggiunsero la diciottenne Nancy Pitman (alias "Brenda McCann"), figlia di una ricca famiglia di Malibù, Charles "Tex" Watson, ex giocatore di football, proveniente da una cittadina del Texas, diventato tossicodipendente e Sandra Good, figlia di un ricco broker. Dopo essere stati allontanati dalla zona, il gruppo finì per stabilirsi presso lo Spahn Ranch, a nord di Los Angeles, un vecchio set cinematografico e attrazione turistica ormai fatiscente, di proprietà dell'ottantenne quasi cieco George Spahn, ex cowboy, che Manson tenne in ostaggio per un periodo. Qui si aggiunsero alla "Famiglia" il diciottenne Steven Grogan detto "Clem", garzone del ranch, Catherine Gillies detta "Cappy", 19 anni, ex groupie dei Buffalo Springfield e figlia di minatori proprietari di un vasto ranch nella Valle della Morte, entroterra californiano, dove Manson e il suo gruppo si stabilirono nell'ultimo periodo, Katryn Lutesinger, diciotto anni, nuova fidanzata di Bobby Beausoleil, e Linda Kasabian, una giovane ragazza madre.
Durante il biennio 1968/1969, furono circa un centinaio le persone che, per un periodo più o meno lungo, si affiliarono alla Manson Family, sebbene solo una trentina saranno coloro che seguiranno Manson fino alla fine, e una decina di loro saranno condannati successivamente a lunghi periodi detentivi per i vari crimini commessi.

### Rapporti con Dennis Wilson, Terry Melcher e altri

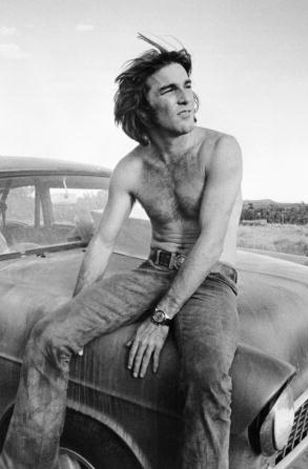
Dennis Wilson, batterista dei Beach Boys (1971)

Gli eventi che culminarono negli omicidi dell'agosto 1969 ebbero inizio nella primavera del 1968, quando Dennis Wilson dei Beach Boys diede un passaggio a Patricia Krenwinkel ed Ella Jo Bailey che stavano facendo l'autostop e portò le due ragazze a casa sua a Pacific Palisades per trascorrere insieme qualche ora, per poi uscire lasciandole lì a dormire. Ritornando a casa nelle prime ore del mattino dopo una seduta di registrazione in studio, trovò Manson che lo salutò come niente fosse. A disagio, Wilson chiese allo sconosciuto se volesse fargli del male. Manson gli assicurò che non aveva nessuna intenzione di arrecargli alcun danno e si inginocchiò a baciargli i piedi. Dentro casa, Wilson scoprì altri dodici individui, per la maggior parte giovani donne.
Le numerose ragazze che stazionarono in casa sua per mesi, gli costarono circa 100 000 dollari per mantenerle. Incluse spese mediche per la gonorrea dalla quale erano affette, e 21 000 dollari di danni causati alla sua Mercedes.
Wilson pagò anche lo studio di registrazione per permettere a Manson di incidere le sue canzoni, e gli presentò alcune persone del music business per introdurlo nell'ambiente, inclusi Gregg Jakobson, Terry Melcher e Rudi Altobelli, proprietario di una casa che aveva affittato all'attrice Sharon Tate e a suo marito Roman Polański. Jakobson volle dare fiducia alla musica di Manson e lo fece registrare in studio; Melcher invece, si dimostrò molto meno impressionato dal suo talento e fece naufragare le speranze di Charlie in una carriera nel mondo della musica. Wilson, inizialmente colpito dal talento musicale di Manson, volle che i Beach Boys includessero una delle sue canzoni nel loro album 20/20 del 1969; originariamente intitolata Cease to Exist, la traccia venne però rielaborata e reintitolata Never Learn Not to Love senza riconoscere alcun credito compositivo a Manson, suscitando in lui non poco risentimento (anche se venne remunerato finanziariamente). Inoltre, Manson minacciò di morte Dennis quando scoprì che aveva cambiato il testo della sua canzone. Il collaboratore dei Beach Boys Van Dyke Parks ricordò in merito: «Un giorno, Charles Manson mostrò un proiettile a Dennis, e lui gli chiese: "cos'è questo?". E Manson rispose: "È un proiettile. Ogni volta che lo guardi, voglio che pensi quanto sia bello che i tuoi figli siano ancora sani e salvi"».
Quando Wilson si rese conto della pericolosità effettiva di Manson e dei suoi accoliti, decise di andarsene lui da casa, senza però "sfrattare" Manson per paura di ritorsioni. Alla fine, stancatosi della cerchia di hippie strafatti e inquietanti che lo circondavano, chiese al proprio manager di mandarli via. Quando Manson trovò un'altra sistemazione più favorevole, lasciò a sua volta l'abitazione mettendo un proiettile nella cassetta delle lettere di Dennis come sinistra minaccia di vendetta.

### Lo "Spahn Ranch"
Nell'agosto 1968, Manson stabilì la base della sua Family nello Spahn Ranch dopo che il manager di Wilson li aveva fatti sloggiare. Il luogo era un ranch cinematografico ormai in disuso e mezzo abbandonato, situato nella contea di Los Angeles, in California. I membri della "famiglia Manson" si occupavano delle faccende quotidiane e aiutavano a gestire l'attività di noleggio dei cavalli, che era diventata la principale fonte di reddito del ranch. Il posto era di proprietà dell'ottantenne George Spahn, quasi completamente cieco, che permise alla comunità hippie di stabilirvisi in cambio di manodopera, e sesso occasionale con alcune delle ragazze di Manson. Le ragazze si occupavano anche della sua igiene personale e di cucinare per lui. In cambio, Spahn permise che Manson e il suo gruppo soggiornassero gratis. "Squeaky" Fromme acquisì il proprio soprannome perché spesso emetteva dei gridolini simili a squittii quando Spahn le pizzicava le cosce.

### Helter Skelter
Attento, perché sta arrivando»
(Helter Skelter, The Beatles)
Nei primi giorni del novembre 1968, Manson stabilisce il quartiere generale alternativo della Family nella Valle della Morte, dove il gruppo occupa altri due ranch quasi disabitati, il Myers e il Barker. Il primo, era di proprietà della nonna di una delle nuove ragazze (Catherine Gillies) della Family. Il secondo era gestito da un'anziana del posto (Arlene Barker) alla quale Manson si era presentato come musicista in cerca di un posto tranquillo dove comporre. Quando la donna accettò che soggiornasse al ranch insieme ai "suoi amici" in cambio di qualche lavoro di ristrutturazione, Manson le regalò uno dei dischi d'oro dei Beach Boys che aveva sottratto a casa di Dennis Wilson.
Mentre tornavano allo Spahn Ranch, non più tardi di dicembre, Manson e Tex Watson fecero visita a un amico a Topanga che fece ascoltare loro il nuovo doppio album dei Beatles recentemente pubblicato, The Beatles (conosciuto anche come White Album). Manson divenne presto ossessionato dalla band di Liverpool. Parlava di loro in toni mistici, paragonandoli ai quattro cavalieri dell'Apocalisse e disse ai membri della Family che i Beatles erano "l'anima" e "parte del buco nell'infinito".
Già da qualche tempo, Charles Manson ripeteva che le tensioni razziali tra bianchi e neri stavano per raggiungere il culmine, e che i neri si sarebbero sollevati causando una guerra di ribellione che avrebbe messo a ferro e fuoco le città statunitensi. Durante una riunione tenutasi al Myers Ranch, Manson spiegò ai membri della Family seduti attorno a un fuoco che i tumulti razziali erano stati predetti dai Beatles. Le canzoni del White Album, disse, dicevano tutto in codice. Infatti, secondo lui, il disco era diretto proprio alla Family, un gruppo di eletti da istruire e avvertire nell'imminenza del disastro causato dalla guerra razziale.
All'inizio del gennaio 1969, la Famiglia si spostò in un rifugio a Canoga Park, non lontano dallo Spahn Ranch, per prepararsi all'avvento dell'Apocalisse, che Manson, prendendo in prestito il titolo dell'omonima traccia del White Album, aveva ribattezzato "Helter Skelter". Dato che la casa era di colore giallo, Manson la ribattezzò "Yellow Submarine", altro riferimento ai Beatles.
A febbraio, la visione di Manson era completa. La Family avrebbe composto un album le cui canzoni, subdole come quelle dei Beatles, avrebbero predetto il caos in arrivo. La divisione tra razzisti e non razzisti tra i bianchi avrebbe causato il loro annientamento da parte dei neri. Essi però, incapaci di governare, sarebbero stati guidati dagli "illuminati" membri eletti della Family, che erano riusciti a sopravvivere alla guerra nascondendosi in un profondo pozzo nella Valle della Morte. Nella casa di Canoga Park, mentre alcuni membri del gruppo mettevano a posto delle dune buggy in vista della fuga nel deserto, altri lavoravano all'album musicale. Quando fu detto loro che il produttore Terry Melcher sarebbe venuto ad ascoltare le canzoni composte, le donne del gruppo prepararono un pranzo e pulirono tutta la casa. Tuttavia, Melcher non si fece mai vedere.

### Ferimento di Bernard Crowe
Solo il 18 maggio Melcher si recò finalmente allo Spahn Ranch per sentire cantare Manson e le ragazze. Tornò una seconda volta poco tempo dopo, portandosi dietro un amico in possesso di uno studio di registrazione mobile, ma decise di non registrare nulla di quanto ascoltato.
In giugno, Manson era ormai giunto alla conclusione che bisognava "mostrare" ai neri come dare inizio all'"Helter Skelter". Quando Manson chiese a Tex Watson di procurare del denaro, per finanziare le attività della Family intese alla preparazione del conflitto, Watson derubò uno spacciatore afroamericano di nome Bernard "Lotsapoppa" Crowe. Lo spacciatore rispose minacciando di morte tutti i residenti dello Spahn Ranch. Manson lo affrontò di persona il 1º luglio 1969, sparandogli un colpo a bruciapelo nell'appartamento di Rosina Kroner, una ragazza conosciuta da Tex Watson, tenuta in ostaggio da Crowe.
Manson era convinto di averlo ucciso ma così non fu. Crowe, seppur gravemente ferito, sopravvisse. L'errata convinzione di aver ucciso Crowe venne inizialmente confermata dalla notizia del rinvenimento di un cadavere di un membro delle Pantere Nere a Los Angeles. Anche se Crowe non era mai stato membro di tale organizzazione, Manson si aspettò ritorsioni da parte delle Pantere. Fece ritorno allo Spahn Ranch e diede ordine di istituire dei turni di guardia armata durante la notte.

### Primo incontro con Sharon Tate

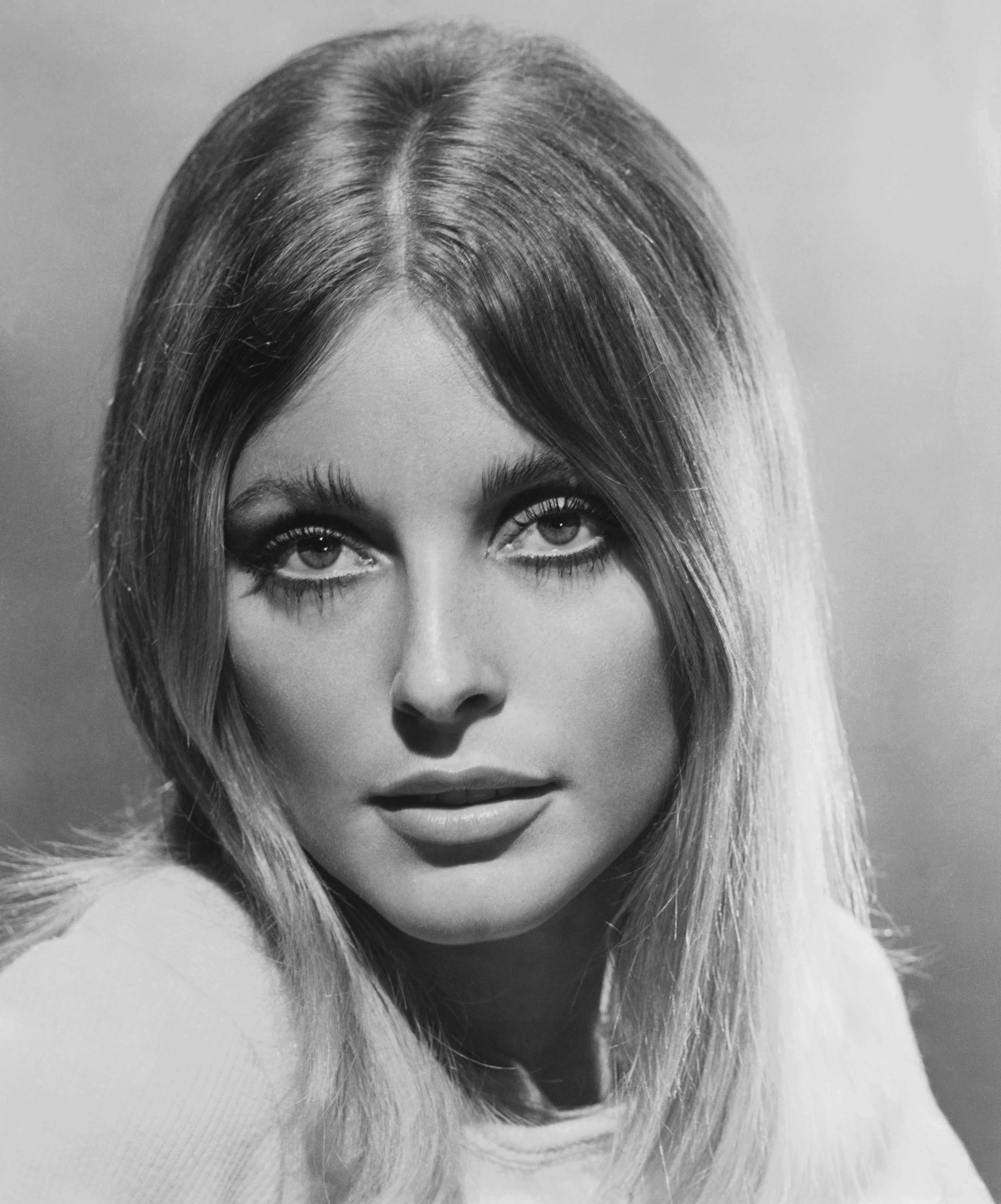
Sharon Tate nel 1967

Il 23 marzo 1969 Manson si presentò a 10050 Cielo Drive senza essere stato invitato, pensando che fosse l'indirizzo dove abitava Terry Melcher. La residenza era di proprietà di Rudi Altobelli; Melcher era l'inquilino precedente, e attualmente ci abitavano il regista Roman Polański e la moglie Sharon Tate.
Shahrokh Hatami, un fotografo iraniano amico della Tate, fu il primo a vedere Manson. Si trovava lì per un servizio fotografico da fare a Sharon prima che lei partisse per Roma il giorno successivo. Egli aveva visto Manson da una finestra mentre questi era in giardino ed era uscito sul portico per chiedergli chi cercasse. Manson gli disse che stava cercando Melcher perché voleva parlargli. Hatami rispose che il produttore non abitava più lì, e che adesso era la residenza dei Polanski. Sharon Tate apparve sulla soglia alle spalle di Hatami e gli chiese con chi stava parlando, subito dopo vide Charles Manson che la fissava. Manson ringraziò e, pochi minuti dopo, se ne andò dalla proprietà.
Quella sera, Manson tornò a Cielo Drive ma questa volta si recò verso la dépendance degli ospiti. Vi trovò Rudi Altobelli, appena uscito dalla doccia. Manson gli chiese notizie di Melcher, ma Altobelli si insospettì a causa dell'aspetto sinistro dello sconosciuto, e finse di non sapere il nuovo indirizzo del produttore, ma solo che si era trasferito a Malibù. Inoltre, Altobelli si ricordò di avere già incontrato Manson in passato, l'anno precedente a casa di Dennis Wilson. Manson spiegò che era stato indirizzato alla dépendance dagli inquilini della casa principale; Altobelli gli chiese di non disturbare ulteriormente i suoi affittuari e Manson se ne andò.

### Omicidi

#### Gary Hinman
L'insegnante di musica Gary Hinman fu assassinato per via dei soldi che, secondo Charles Manson, egli doveva alla "Family". Fu anche il primo di una serie di omicidi commessi da membri della Famiglia per dare inizio all'apocalisse dell'"Helter Skelter", che sarebbe presto scoppiata decimando la popolazione mondiale.
La sera del 27 luglio 1969, furono Bobby Beausoleil, Susan Atkins e Mary Brunner gli esecutori materiali del delitto. Beausoleil disse che Hinman gli aveva venduto mescalina scadente che egli aveva rivenduto a sua volta a una gang di motociclisti, gli "Straight Satans". Quando questi gli chiesero indietro i soldi, Manson ordinò a Beausoleil di andare a casa di Hinman a Topanga, California, per fare altrettanto. A quanto pare, Hinman si rifiutò dicendo: «Non ho un soldo da darti». Beausoleil telefonò a Manson per riferirlo, mentre Beausoleil, Atkins e Brunner tenevano prigioniero Hinman in casa, tentando di convincerlo a restituire i soldi.
Due giorni dopo circa, Manson arrivò sul posto, mozzò un orecchio a Hinman con la spada che spesso portava con sé, e ordinò a Beausoleil di uccidere l'uomo. Beausoleil prese a pugnalarlo, mentre Hinman intonava un canto buddista. Dopo averlo ucciso, su una parete della casa scrisse col sangue della vittima "Political Piggy" ("porcellino politico") e lasciò un'impronta della mano sinistra, simbolo delle Pantere Nere, per far attribuire a loro l'omicidio.
Beausoleil fu arrestato il 6 agosto 1969, dopo essere stato fermato alla guida dell'auto di Hinman. La polizia trovò l'arma del delitto nel bagagliaio. Due giorni dopo, Manson disse ai membri della Family radunati allo Spahn Ranch: «Ora è giunto il tempo dell'Helter Skelter».

#### Omicidi Tate–LaBianca

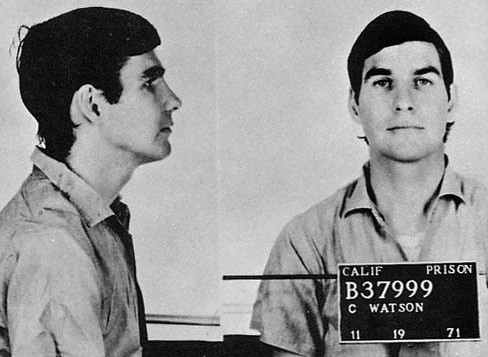
Foto segnaletica di Charles "Tex" Watson (1971)

La sera dell'8 agosto 1969, Charles Manson ordinò a Tex Watson di prendere con sé Susan Atkins, Linda Kasabian e Patricia Krenwinkel, e di recarsi a 10050 Cielo Drive per uccidere chiunque si trovasse lì. Dopo essersi introdotti nella proprietà, i membri della Family massacrarono cinque persone: l'attrice Sharon Tate (all'ottavo mese di gravidanza), Jay Sebring, Abigail Folger, e Wojtek Frykowski, che erano in visita alla Tate; e il giovane Steven Parent, che era stato a trovare William Garretson, il custode della proprietà, per cercare di vendergli una radio sveglia Sony, e stava andandosene proprio in quel momento. Fu il primo a morire, ucciso a colpi di pistola sul vialetto d'ingresso mentre era seduto in auto.
Prima di entrare in casa, Tex Watson, che era già stato nella proprietà almeno in un'altra occasione, si arrampicò su un palo del telefono situato vicino al cancello d'ingresso e recise i cavi della linea telefonica. Dopo aver spinto l'auto con all'interno il cadavere di Parent lungo il viale, attraversarono il prato di fronte alla casa e Watson, dopo aver forzato una finestra, si introdusse nella casa ed aprì dall'interno la porta principale, facendo entrare Atkins e Krenwinkel.
Frykowski addormentato sul divano del soggiorno si svegliò, vide Tex e gli chiese chi cercasse e che ore fossero; Watson gli rispose di essere "il diavolo, venuto a fare il lavoro del diavolo" e poi gli diede un calcio in testa. Sotto la guida di Watson, Susan Atkins trovò gli altri tre occupanti della casa e, con l'aiuto della Krenwinkel, gli intimarono di spostarsi in soggiorno. Tex Watson iniziò a legare insieme Sharon Tate e Sebring per il collo con la corda che aveva portato e appeso sopra una delle travi del soffitto del soggiorno. La protesta di Sebring per il duro trattamento della incinta Tate portò Watson a sparargli. Successivamente, Tex pugnalò sette volte Sebring.
Le mani di Frykowski erano state legate con un asciugamano. Liberatosi, iniziò a lottare con la Atkins, che gli pugnalò le gambe con il coltello con cui lo stava tenendo sotto controllo. Mentre Frykowski si faceva strada lottando fuori dalla porta principale, Watson lo raggiunse sul portico e lo colpì alla testa con la pistola più volte, poi lo pugnalò ripetutamente e gli sparò due volte.
Più o meno contemporaneamente, Linda Kasabian fu attratta nel vialetto da "suoni terrificanti" e arrivò fuori dalla porta principale. Nel vano tentativo di fermare il massacro, disse quindi alla Atkins che stava arrivando qualcuno anche se non era vero.
All'interno della casa, Abigail Folger era riuscita a fuggire dalla Krenwinkel ed era scappata passando per una porta della camera da letto nell'area della piscina. Venne inseguita sul prato da Patricia Krenwinkel, che la prese, la pugnalò e infine la affrontò a terra. Fu uccisa da Watson, che la accoltellò ventotto volte. Mentre Frykowski si trascinava ferito sul prato, Watson lo uccise con un'ultima raffica di pugnalate. Frykowski fu pugnalato per un totale di cinquantuno volte.
Sharon Tate supplicò di farla vivere abbastanza a lungo per partorire, e si offrì come ostaggio nel vano tentativo di salvare il bambino che aveva in grembo. A questo punto Susan Atkins le disse: «Smettila di frignare puttana! Non ce ne frega un cazzo se sei incinta!», e poi insieme a Tex Watson la uccise con sedici pugnalate. La Atkins scrisse la parola "Pig" ("maiale") con il sangue di Sharon Tate sulla porta d'ingresso della casa. Gli efferati omicidi crearono sconcerto ed ebbero risonanza a livello internazionale. Polanski scampò alla strage perché si trovava in Europa a lavorare al film Il giorno del delfino, che avrebbe dovuto dirigere ma del quale alla fine, dopo la tragedia, fu solo il produttore.

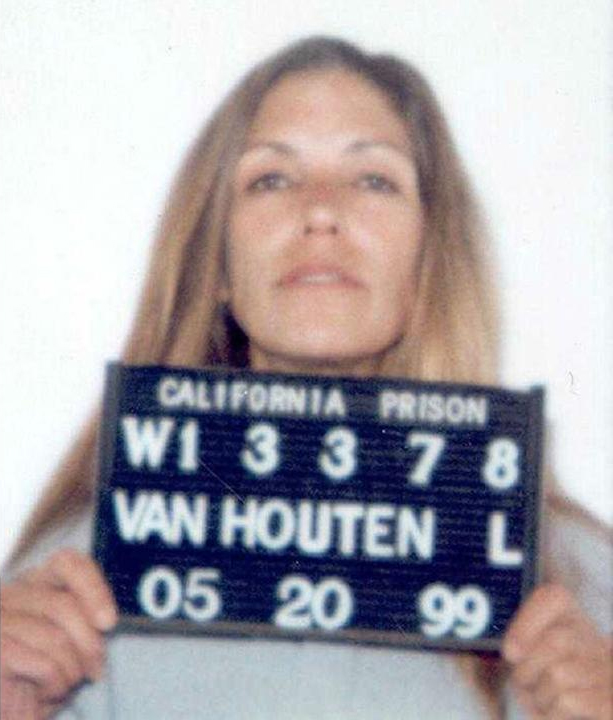
Leslie Van Houten, 1999

La notte successiva, sei membri della Family, Leslie Van Houten, Steve "Clem" Grogan, e i quattro del giorno precedente, uscirono in auto insieme a Manson. Infastidito dal panico mostrato dalle vittime di Cielo Drive, Manson aveva deciso di accompagnare il gruppo "per far loro vedere come andava fatto". Dopo qualche ora, durante le quali avevano preso in considerazione varie vittime potenziali, Manson disse alla Kasabian di guidare fino al 3301 di Waverly Drive. Questo era l'indirizzo dove abitavano il dirigente aziendale Leno LaBianca e sua moglie Rosemary. La scelta non fu casuale, Manson aveva avuto un precedente legame con Waverly Drive, infatti nel marzo 1968 era stato, insieme ad altri membri della "Family", a un party nella casa di Harold True. La casa di True si trovava al 3267 di Waverly Drive, la casa vicina, al 3301 Waverly Drive, era appunto la casa dei LaBianca. Come riportato da Watson, Manson si introdusse nell'abitazione e svegliò Leno che stava dormendo sul divano puntandogli una pistola, e poi Watson lo immobilizzò legandogli le mani. A quel punto entrarono nella casa anche Patricia Krenwinkel e Leslie Van Houten. Dopo aver ordinato di mettere delle federe di cuscino in testa ai due coniugi; Manson, dopo aver detto ai LaBianca che si trattava solo di una rapina e che non sarebbe stato fatto loro alcun male, lasciò la casa ordinando agli altri di uccidere la coppia.
Watson quindi cominciò ad accoltellare ripetutamente Leno, fermandosi solo per un attimo quando lui urlò: «Smettila di accoltellarmi!», Rosemary, sentendo gridare il marito, iniziò a urlare e a girare per la stanza, ancora accecata dalla federa sulla testa. Krenwinkel e Van Houten chiesero aiuto a Watson. Tex lasciò il sanguinante Leno nel soggiorno, ed entrò nella camera da letto dove iniziò a colpire Rosemary fino a quando non cadde per terra. Quando la furia omicida si placò, Watson, Krenwinkel e Van Houten avevano pugnalato Rosemary quarantuno volte.
Leno era ancora vivo quando Watson ritornò in salotto. Quando "Tex" lo finì di colpire, un membro della Family incise la parola "WAR" ("Guerra") sullo stomaco di Leno. La Krenwinkel infine accoltellò ancora diverse volte il cadavere e gli lasciò un forchettone da cucina infilzato nella pancia, e un coltello da bistecca nella gola. Le ragazze poi scrissero messaggi usando il suo sangue. "Death to Pigs" ("Morte ai porci") e "Rise" ("Insorgete") furono le scritte che apparvero sulle pareti del soggiorno, mentre "Healter Skelter" [sic] fu scritto sul frigorifero in cucina. Dopo gli omicidi, gli assassini rimasero nella casa. Mangiarono del cibo preso dal frigorifero dei LaBianca e si fecero la doccia prima di ritornare in autostop allo Spahn Ranch.
Nel frattempo, sperando in un doppio crimine nella stessa serata, Manson, insieme a Susan Atkins e Linda Kasabian aveva proseguito fino a Venice per recarsi a casa di un attore libanese di nome Saladin Nader conosciuto dalla Kasabian, un altro "porcellino" da macellare. Tuttavia, la Kasabian sabotò deliberatamente il piano omicida, portando il gruppo all'appartamento sbagliato. Prima di abbandonare la scena con un nulla di fatto, la Atkins defecò sulle scale dell'abitazione.

#### Donald "Shorty" Shea

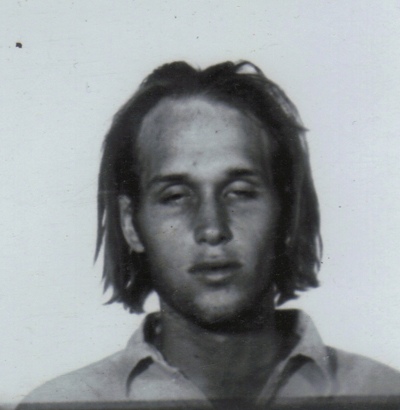
Steve "Clem" Grogan in una foto segnaletica del 1969

Un lavorante e stuntman dello Spahn Ranch, Donald "Shorty" Shea, aveva conosciuto Manson in passato e aveva avuto con lui una lite sfociata in una colluttazione. Su ordine di Manson, il 26 agosto 1969 Shea venne condotto con la forza in un luogo isolato del ranch, dove fu ucciso da Bruce M. Davis e Steve "Clem" Grogan, perché temevano che l'uomo potesse denunciarli alla polizia. Inoltre, Manson lo considerava una sorta di "peccatore" in quanto Shea aveva sposato una donna di colore; e sussisteva la possibilità che fosse al corrente degli omicidi Tate–LaBianca.
Secondo un'altra versione dei fatti, Manson considerava "Shorty" una "spia". Quindi, ordinò a Davis, Tex Watson, e Clem Grogan di condurlo in una zona isolata del ranch. Secondo Davis, una volta a bordo dell'auto di Shea, egli sedette sul sedile posteriore insieme a Grogan, che quindi colpì in testa Shea con una chiave inglese e poi Watson lo pugnalò. Portarono il ferito verso una collina dietro il ranch e continuarono ad accoltellarlo e torturarlo brutalmente fino a quando morì. Il suo cadavere non venne rinvenuto fino al dicembre 1977, dopo che Grogan, in carcere, aveva accettato di collaborare con le autorità e indicò agli investigatori dove era stato sepolto.

### Indagini e cattura
La notizia della strage di Cielo Drive venne diffusa il 9 agosto 1969. La governante dei Polanski, Winifred Chapman, era arrivata di mattina nell'abitazione per fare le pulizie e scoprì i cadaveri. Il giorno dopo, gli investigatori della Contea di Los Angeles che stavano indagando sulla morte di Gary Hinman, informarono il Dipartimento di polizia della città di Los Angeles, assegnato al caso Tate, del ritrovamento delle scritte con il sangue in casa di Hinman. Pensando che gli omicidi di Cielo Drive fossero la conseguenza di un acquisto di droga finito male, gli agenti ignorarono le possibili connessioni. Fu invece arrestato e interrogato come persona informata sui fatti il diciannovenne custode William Garretson che riferì alla polizia di non essersi accorto di nulla mentre veniva compiuto il massacro, perché stava dormendo nella dépendance di servizio a lui assegnata. Dopo aver superato il test della macchina della verità, Garretson fu escluso dai sospetti. Mentre la paura si diffondeva nella zona, le autorità che si occupavano del caso misero un divieto sulla divulgazione di informazioni, e questo causò il dilagare di notizie senza alcun fondamento che apparvero in molti articoli di giornali e riviste scandalistiche. Nei giorni successivi furono diffuse notizie non confermate dove veniva detto che la strage era avvenuta durante un'orgia sadomaso satanista e che il ventre di Sharon Tate era stato squarciato per estrarne il feto, tutti dettagli rivelatisi falsi.
I corpi dei coniugi LaBianca furono scoperti verso le 22:30 circa del 10 agosto da dei parenti delle vittime, approssimativamente diciannove ore dopo i loro omicidi. Nonostante le inquietanti similitudini con il brutale fatto di sangue di Cielo Drive della sera precedente, i due omicidi non furono messi in correlazione dagli inquirenti.
Il 16 agosto, la polizia effettuò una retata allo Spahn Ranch e arrestò Manson e altre venticinque persone, con l'accusa di "sospetto furto d'auto", ma li rilasciò tutti pochi giorni dopo per mancanza di prove.
In un rapporto diffuso dalla polizia alla fine di agosto, gli investigatori trovarono alcune connessioni tra le scritte fatte con il sangue rinvenute in casa dei LaBianca e "un recente album del complesso musicale dei Beatles". Indagando ancora separatamente, verso metà ottobre le forze di polizia contattarono l'ufficio dello sceriffo e appresero dell'omicidio Hinman. Seppero anche che i detective del caso Hinman avevano interrogato la ragazza di Bobby Beausoleil, Kitty Lutesinger. La ragazza era stata arrestata pochi giorni prima insieme ad altri membri della Family.
Gli arresti, per furto d'auto, si erano svolti in un ranch nel deserto. La polizia arrivò a perquisire il Myers Ranch e il Barker Ranch e vi trovò delle dune buggy rubate e altri veicoli di dubbia provenienza. Gli agenti arrestarono in loco due dozzine di persone, incluso Charles Manson, che per non farsi prendere si era nascosto in un armadietto sotto il lavandino del bagno dei Barker. Il 25 novembre 1969, durante una successiva perquisizione dello Spahn Ranch, fu scoperto e asportato dalla polizia il pannello di un armadio su cui si leggevano le scritte: «Helter Skelter is coming down fast» e «1, 2, 3, 4, 5, 6, 7, all good children go to Heaven», questi ultimi i versi di chiusura di You Never Give Me Your Money, una canzone dei Beatles inclusa nell'album Abbey Road, pubblicato due mesi prima. Lo sportello proveniva dalla roulotte di Juan Flynn, uno dei lavoranti di Spahn che frequentavano la Family all'epoca.
Dopo un mese di colloqui con la Lutesinger, i detective del caso LaBianca contattarono i membri di una banda di motociclisti che Manson aveva cercato di arruolare come guardie del corpo mentre la Famiglia era allo Spahn Ranch. Mentre i membri della gang fornivano informazioni che suggerivano un legame tra Manson e i recenti fatti di sangue, una compagna di cella di Susan Atkins informò la polizia di Los Angeles che la ragazza si era vantata di aver preso parte ai crimini. Il 13 ottobre 1969, la Atkins era stata incarcerata per l'omicidio di Hinman dopo aver detto ai detective dello sceriffo di essere coinvolta nei fatti. Sulla base del rapporto sull'interrogatorio di Katherine Lutesinger e Susan Atkins da parte degli ufficiali Paul Whiteley e Charles Guenther dell'ufficio dello sceriffo di Los Angeles, la Atkins era stata trasferita al Sybil Brand Institute, un centro di detenzione sito a Monterey Park, California, dove aveva iniziato a parlare con le detenute Ronnie Howard e Virginia Graham, raccontando compiaciuta gli eventi criminosi ai quali aveva preso parte.
Il 1º dicembre 1969, sulla base delle prove raccolte, il Los Angeles Police Department emise dei mandati di cattura nei confronti di Tex Watson, Patricia Krenwinkel e Linda Kasabian in relazione all'eccidio di Cielo Drive, con possibile coinvolgimento anche nell'omicidio dei coniugi LaBianca. Manson e Susan Atkins, già in carcere, inizialmente non furono menzionati; la relazione tra gli omicidi Tate-LaBianca e quello di Gary Hinman non era ancora stata scoperta, e sarebbe venuta a galla solo in seguito.
Oltre alle evidenti prove materiali, come le impronte digitali di Krenwinkel e Watson, rinvenute dalla polizia sulla scena del crimine a Cielo Drive, furono anche trovate alcune armi del delitto. Il 1º settembre 1969, la pistola calibro .22 utilizzata da Tex Watson per uccidere Parent, Sebring, e Frykowski fu ritrovata e consegnata alla polizia da Steven Weiss, un bambino di 10 anni che abitava vicino alla residenza della Tate. A metà dicembre, quando il Los Angeles Times pubblicò un resoconto dei crimini basato sulle dichiarazioni fatte da Susan Atkins al suo avvocato, il padre di Weiss fece varie telefonate alla centrale di polizia di Los Angeles che finalmente mise in correlazione la pistola con gli omicidi di Cielo Drive effettuando delle prove balistiche sull'arma. Seguendo lo stesso articolo di giornale, una troupe televisiva della ABC riesce a localizzare i vestiti sporchi di sangue gettati via dagli assassini della Tate. I coltelli utilizzati nel massacro non sono mai stati ritrovati, tranne uno che fu trovato dietro un cuscino di una sedia nel soggiorno di casa Tate, ed era presumibilmente quello di Susan Atkins, che aveva perso il suo nel corso dell'aggressione.

### Processo
(Charles Manson)

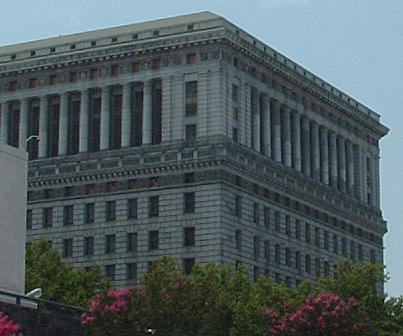
Il palazzo di giustizia di Los Angeles, luogo del processo a Charles Manson e ai suoi accoliti

Il processo iniziò il 15 giugno 1970. Il testimone principale dell'accusa era Linda Kasabian, che, insieme a Manson, Atkins, e Krenwinkel, era accusata di sette capi d'accusa per omicidio e cospirazione. Poiché la Kasabian, secondo tutti i resoconti, non aveva preso attivamente parte agli omicidi, le fu garantita l'immunità in tribunale in cambio di una dettagliata testimonianza circa le notti dei crimini. Originariamente, era stato concluso anche un accordo preliminare con Susan Atkins, secondo il quale l'accusa aveva concordato di non chiedere la pena di morte nei suoi confronti in cambio della sua testimonianza, tuttavia la Atkins ritrattò tutto e l'accordo saltò. Dato che Leslie Van Houten aveva partecipato solo alle uccisioni dei LaBianca, fu accusata di soli due capi d'imputazione per omicidio.
Inizialmente, il giudice assegnato al processo era William B. Keene, ma venne ricusato da Manson quando questi gli ritirò la facoltà di difendersi da solo inizialmente accordatagli, e fu quindi sostituito dal giudice Charles H. Older. Venerdì 24 luglio 1970, primo giorno della sua deposizione, Charles Manson si presentò in aula con una "X" incisa sulla fronte. Egli dichiarò che poiché la corte lo "considerava inadeguato ed incompetente per potersi difendere da solo", aveva deciso di "cancellarsi con una "X" dal sistema". Durante il successivo weekend, anche le imputate donne si incisero delle "X" sulla fronte, replicando il marchio di Manson. Qualche anno dopo, Manson avrebbe modificato la "X" in una svastica. Dopo aver rifiutato alcuni difensori d'ufficio, Manson affidò la sua difesa all'avvocato Irving Kanarek, mentre designati alle funzioni di pubblico ministero per la causa furono i viceprocuratori distrettuali Vincent Bugliosi e Aaron Stovitz.
Basandosi prevalentemente sulle testimonianze del produttore discografico Gregg Jakobson e degli ex membri della Family Paul Watkins e Brooks Poston, l'accusa impostò la sua requisitoria sul fatto che il movente principale di Manson riguardo agli omicidi, fosse stato il prospettato avvento dell'"Helter Skelter", una guerra razziale che secondo lui sarebbe scoppiata nell'estate 1969 decimando la popolazione mondiale. I sanguinari riferimenti al White Album dei Beatles trovati sulla scena dei crimini (pig, rise, helter skelter) furono messi in correlazione con le testimonianze circa i discorsi di Manson sugli omicidi che i neri avrebbero commesso all'inizio dell'apocalisse, che avrebbero comportato scritte sui muri fatte col sangue delle vittime. I principali brani dei Beatles citati dall'accusa e messi in correlazione con le folli teorie di Manson furono: Helter Skelter, Piggies, Blackbird, Rocky Raccoon, Happiness Is a Warm Gun, Sexy Sadie, I Will, Honey Pie e Revolution 9. Nello specifico, viene sostenuto che Manson abbia preso alla lettera la frase minacciosa contenuta in una strofa di Piggies in cui George Harrison (autore del pezzo) canta di volere dare una lezione («What they need's a damn good whackin'», "ciò di cui hanno bisogno è proprio una bella sculacciata") ai "porci" borghesi. Nell'ottobre 1970, l'avvocato difensore di Manson arrivò a dichiarare che avrebbe chiamato John Lennon a deporre come testimone. Lennon rispose che la sua testimonianza sarebbe stata nulla, poiché non aveva contribuito in alcun modo alla composizione del brano Helter Skelter. Nel corso dell'ultima intervista da lui rilasciata prima del suo assassinio nel dicembre 1980, Lennon sminuì Manson defindolo solo "una versione estrema" del tipo di ascoltatore che legge falsi messaggi nelle canzoni dei Beatles, come quelli relativi alla diceria "Paul is dead" del 1969. Lennon disse inoltre: «Tutta quella roba di Manson è stata costruita attorno alla canzone di George sui maiali [Piggies] e quell'altra, la canzone di Paul sullo scivolo nelle fiere inglesi [Helter Skelter]. Non ha nulla a che fare con nulla, e men che meno con me».

Il cosiddetto "White Album" dei The Beatles, durante il processo fu indicato dal pubblico ministero Vincent Bugliosi come probabile fonte d'ispirazione di Charles Manson per i crimini perpetrati dalla sua "Family"

La testimonianza riguardo Manson che aveva detto: «ora è arrivato il momento dell'Helter Skelter», venne integrata con la testimonianza di Linda Kasabian che raccontò come, nella notte degli omicidi dei LaBianca, Manson avesse preso in considerazione l'idea di gettare il portafoglio di Rosemary LaBianca sul selciato di un quartiere nero. Dopo aver raccolto il portafoglio dalla strada, Manson "voleva che una persona di colore lo prendesse e usasse le carte di credito in modo che la gente, l'establishment, pensasse che gli assassini fossero qualche sorta di gruppo radicale organizzato di afroamericani". Di sua propria iniziativa, la Kasabian nascose il portafoglio nel bagno delle donne di una stazione di servizio vicino a un quartiere di neri. «Voglio mostrare ai negretti come si fa», avrebbe detto Manson ai membri della Family mentre si allontanavano in auto dalla casa dei LaBianca. Susan Atkins dichiarò che per lei Charles Manson era come Gesù e Satana insieme, e non dubitava affatto delle sue profezie, le quali parlavano di una imminente guerra razziale.
Durante il processo, molti membri della Family si aggiravano vicino agli ingressi e ai corridoi del tribunale. Per tenerli fuori dall'aula del dibattimento che era aperta al pubblico, l'accusa li citò in giudizio come potenziali testimoni, che quindi non avrebbero potuto entrare in aula mentre altri stavano testimoniando. In seguito, un gruppo di seguaci di Manson si stabilì in sosta permanente sul marciapiede davanti al tribunale, alcuni membri portavano anche dei coltelli da caccia nel fodero che, sebbene in bella vista, venivano trasportati legalmente. Ognuno di loro era anche identificabile per la "X" incisa sulla fronte. Nel gruppo all'esterno del tribunale erano presenti anche "Gypsy" Share, "Ouisch" Moorehouse, "Squeaky" Fromme e Sandra "Sandy" Good. Alcuni membri della Family tentarono di dissuadere i testimoni dal deporre. I testimoni dell'accusa Paul Watkins e Juan Flynn furono entrambi minacciati; Watkins restò gravemente ferito in un incendio sospetto scoppiato nel suo furgone. L'ex membro della Family Barbara Hoyt, che aveva sentito per caso Susan Atkins descrivere gli omicidi Tate a Ruth Ann Moorehouse, accettò di accompagnare quest'ultima alle Hawaii. Lì, presumibilmente, la Moorehouse le diede da mangiare un hamburger arricchito con diverse dosi di LSD. La ragazza fu trovata su un marciapiede di Honolulu in stato di semi-incoscienza indotta dalla droga, e portata in ospedale, fece del suo meglio per identificarsi come testimone nel processo per gli omicidi Tate-LaBianca. Prima dell'incidente, la Hoyt era stata un testimone riluttante; dopo il tentativo di zittirla, la sua reticenza scomparve del tutto.
Il 4 agosto, nonostante le precauzioni prese dal tribunale, Manson lanciò alla giuria una prima pagina del Los Angeles Times il cui titolo era "Manson Guilty, Nixon Declares" ("Manson è colpevole, dichiara Nixon"), come dimostrazione di quanto i mass media e il governo fossero già certi della sua colpevolezza e di come potessero influenzare la giuria. Secondo Manson, alla luce dell'osservazione di Nixon, non aveva senso proseguire il processo, tanto la sentenza era già stata scritta. Il 5 ottobre, poiché gli era stata negata la possibilità di contro-interrogare un teste, Charles Manson saltò in piedi sul banco della difesa, e tentò di aggredire il giudice. Messo a terra dagli agenti giudiziari, fu espulso dall'aula insieme alle altre donne imputate, che si erano alzate e avevano iniziato a cantare una litania in latino.
Successivamente, a novembre, le imputate dichiararono di voler testimoniare di aver pianificato e commesso i crimini da sole e che Manson non era stato coinvolto e non c'entrava nulla con gli omicidi. Tuttavia, gli avvocati della difesa cercarono di dissuaderle, e l'avvocato della Van Houten, Ronald Hughes, affermò con veemenza che non avrebbe permesso che la propria cliente si "suicidasse autonomamente". Secondo l'accusa, era stato proprio Charles Manson a consigliare alle donne di testimoniare in questo modo come espediente per salvarsi.
Il giorno successivo, Manson testimoniò. Egli parlò per più di un'ora, e tra le altre cose, dichiarò: «La musica dice ai giovani di ribellarsi contro l'establishment», e concluse: «Perché dare la colpa a me? Non ho scritto io la musica». «Ad essere sincero», proseguì Manson, «non ricordo di aver mai detto "prendete un coltello e un cambio di vestiti e andate a fare quello che dice Tex"... ».
Mentre la fase principale del processo si concludeva, l'avvocato difensore Ronald Hughes scomparve misteriosamente durante un viaggio nel fine settimana. In sua sostituzione venne nominato Maxwell Keith per rappresentare Leslie Van Houten in assenza di Hughes, ma questo fatto causò un ritardo di oltre due settimane per consentire a Keith di familiarizzare con le voluminose trascrizioni del processo. Non appena il processo riprese, poco prima di Natale, il giudice decise di bandire i quattro imputati dall'aula di tribunale per il resto del dibattimento. Ciò potrebbe essersi verificato perché gli imputati stavano agendo in collusione l'uno con l'altro e, secondo la corte, stavano semplicemente mettendo in scena uno spettacolo per i media.

### Condanna

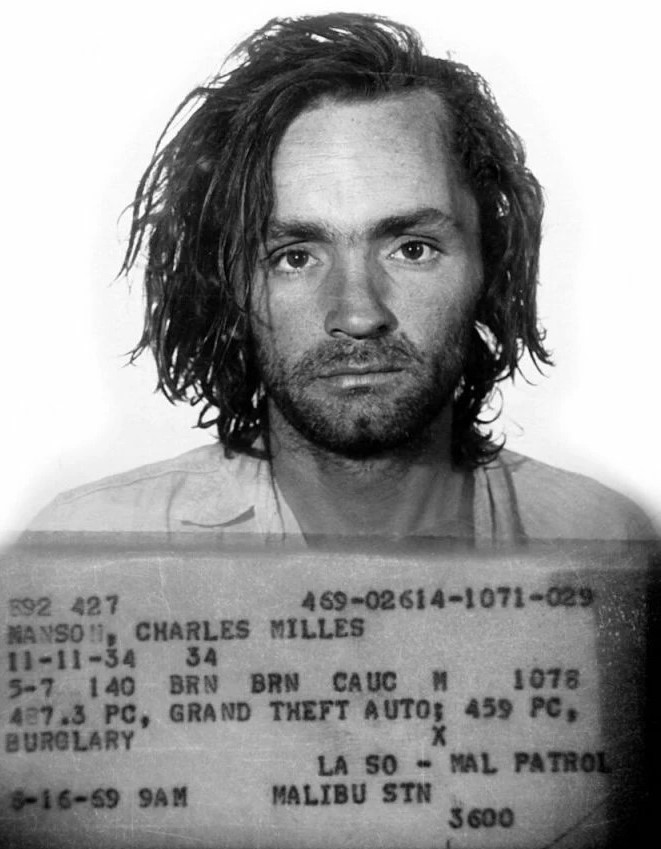
Charles Manson (1971)

Il 25 gennaio 1971, la giuria emise un verdetto di colpevolezza nei confronti dei quattro imputati per ciascuno dei 27 capi d'imputazione nei loro confronti. Atkins, Krenwinkel e Van Houten testimoniarono che gli omicidi erano stati concepiti come versioni "fotocopia" dell'omicidio di Hinman, del quale la Atkins ora si attribuiva la responsabilità. Gli omicidi Tate–LaBianca, dissero, avevano avuto lo scopo di allontanare i sospetti da Bobby Beausoleil, vero esecutore materiale del delitto Hinman per il quale era stato incarcerato. Questo piano era stato realizzato e condotto sotto la guida, non di Manson, ma di qualcuno presumibilmente innamorato di Beausoleil, e cioè Linda Kasabian. Tra i punti deboli della versione data dalle imputate, c'era l'incapacità della Atkins di spiegare perché, come sosteneva, aveva inizialmente scritto "political piggy" nella casa di Hinman.
A metà del procedimento penale, Manson si rasò la testa e si tagliò la barba, dichiarando alla stampa: «Io sono il diavolo, e il diavolo ha sempre la testa calva». Anche le altre seguaci di Manson che stazionavano fuori dal tribunale si rasarono a zero. Le donne imputate si astennero dal radersi la testa fino a quando i giurati si ritirarono per deliberare, poi si presentarono in aula anch'esse completamente calve.
Lo sforzo da parte delle seguaci di Manson di scagionarlo addossandosi le colpe principali, fallì. Il 29 marzo 1971, la giuria emise verdetti di morte contro tutti e quattro gli imputati sotto tutti gli aspetti. Il 19 aprile 1971, il giudice Older condannò a morte tutti e quattro gli imputati.
Manson dichiarò sempre di non essere responsabile degli omicidi; Susan Atkins invece, rivelò che Manson aveva programmato di uccidere in seguito nomi noti nello show business come Liz Taylor, Steve McQueen, Tom Jones, Richard Burton, e Frank Sinatra, pur non avendo prove materiali a sostegno.

### Ipotesi alternative
Esistono teorie alternative rispetto allo "scenario Helter Skelter" dipinto da Bugliosi al processo per motivare gli omicidi del 1969 della Family. Secondo alcuni sarebbero altre le reali motivazioni. Il membro della Family Bobby Beausoleil, disse che fu proprio il suo arresto per l'omicidio di Gary Hinman che istigò i suoi amici a mettere in pratica degli omicidi "fotocopia" che ricalcassero le medesime dinamiche per convincere la polizia che gli assassini di Hinman erano ancora a piede libero e quindi scagionarlo dalle accuse di tortura e omicidio. Tale ipotesi fu ribadita e confermata da Beausoleil nelle interviste da lui rilasciate a Truman Capote e Ann Louise Bardach nel 1981, ma smentita in seguito da Catherine Share.

### Eventi successivi

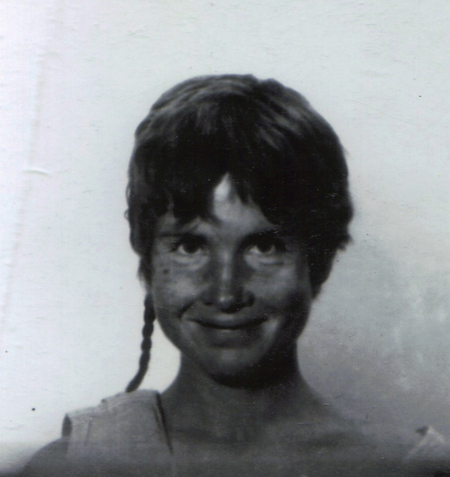
Sandra Good (1969)

Il giorno in cui furono emessi i verdetti che raccomandavano la pena di morte, arrivò la notizia che il corpo gravemente decomposto di Ronald Hughes era stato rinvenuto incastrato tra due grossi massi nella contea di Ventura, California. Fu ipotizzato, ma mai ufficialmente dimostrato, che Hughes fosse stato ucciso dalla Family, presumibilmente perché l'avvocato si era opposto al volere di Manson, rifiutandosi di consentire a Leslie Van Houten di addossarsi tutte le colpe dei crimini. Anche se Hughes morì probabilmente annegato, Sandra Good dichiarò che il suo era stato "il primo omicidio per ritorsione" della Family.
Dopo gli omicidi Tate–LaBianca, Watson era tornato a McKinney, Texas. Fu arrestato in Texas il 30 novembre 1969, dopo che la polizia locale era stata informata dagli investigatori della California che le sue impronte digitali combaciavano con quelle trovate sulla porta di casa della Tate. Tex si oppose all'estradizione in California abbastanza a lungo da non essere incluso tra i tre imputati processati insieme a Charles Manson. Il suo processo ebbe inizio nell'agosto 1971; a ottobre, anche lui era stato dichiarato colpevole di sette accuse di omicidio e di cospirazione. A differenza degli altri, Watson presentò una perizia psichiatrica in sua difesa; il procuratore Vincent Bugliosi smentì in breve tempo l'ipotesi della follia di Watson. Come i suoi complici, anche Charles "Tex" Watson venne condannato a morte.
In un secondo processo tenutosi nel 1971 dopo le condanne per il caso Tate–LaBianca, Manson fu giudicato colpevole anche degli omicidi di Gary Hinman e Donald "Shorty" Shea e condannato all'ergastolo.
Il 21 agosto 1971, i membri della Family Catherine "Gipsy" Share, accompagnata dall'allora marito Kenneth Como, Mary Brunner, Dennis Rice, Charles Lovett, e Larry Bailey, guidarono un furgone bianco fino a un'armeria Western Surplus di Hawthorne, California. Una volta dentro il negozio, il gruppo estrasse delle pistole ordinando a clienti e commessi di stendersi a terra. Poi rubarono 143 fucili e li caricarono sul furgone, mentre un commesso del locale azionava l'allarme silenzioso. In precedenza la banda aveva rapinato un negozio di liquori. Quando arrivò la polizia, "Gipsy" Share aprì il fuoco contro gli agenti. Nel conflitto a fuoco che ne seguì, rimasero feriti Brunner, Share e Bailey. La polizia scoprì che il piano del gruppo era quello di dirottare un Boeing 747 minacciando di uccidere un passeggero ogni ora fino a quando Manson non fosse stato liberato.
Nel febbraio 1972, le sentenze di morte furono tutte e cinque commutate in condanne all'ergastolo poiché la California aveva nel frattempo abolito la pena di morte. Dopo il suo ritorno in carcere, la retorica di Manson e i suoi discorsi da hippie ebbero poca influenza. Sebbene egli avesse trovato una temporanea protezione da parte della Fratellanza ariana, Manson venne violentato da un altro detenuto nella prigione di San Quintino.
Prima della conclusione del processo Tate–LaBianca, un giornalista del Los Angeles Times rintracciò la madre di Manson, che si era risposata e viveva nella regione del Pacifico nord-occidentale. L'ex signora Kathleen Maddox sostenne che, durante l'infanzia, suo figlio non aveva subito alcun abbandono; anzi era stato persino "coccolato da tutte le donne che lo circondavano".

#### Omicidi di James L. T. Willett e Reni Willett
L'8 novembre 1972, il cadavere del ventiseienne Marine veterano del Vietnam James L. T. Willett fu trovato da un escursionista nei pressi di Guerneville, in California. Mesi prima, era stato costretto a scavarsi la fossa, e poi era stato giustiziato con un colpo alla nuca e sommariamente seppellito. Il suo corpo venne rinvenuto con una mano che sporgeva dalla tomba e la testa e l'altra mano mancanti, molto probabilmente a causa degli animali della zona. La sua station wagon fu ritrovata all'esterno di un'abitazione a Stockton dove vivevano molti seguaci di Manson, incluse Priscilla Cooper, Lynette "Squeaky" Fromme e Nancy Pitman. La polizia irruppe nella casa e arrestò tutti gli occupanti. Sepolto in cantina fu trovato il corpo della moglie diciannovenne di James Willett, Lauren "Reni" Willett. La ragazza era stata recentemente uccisa con un colpo alla testa, in quello che i membri della Family inizialmente avevano definito un "incidente". In seguito si ipotizzò che l'omicidio era stato compiuto per paura che la donna potesse denunciare alla polizia l'uccisione del marito, poiché la notizia del rinvenimento del cadavere era su tutti i giornali. La figlioletta di appena otto mesi della coppia fu trovata sana e salva nella casa. Michael Monfort, ex detenuto e membro della Fratellanza ariana, si dichiarò colpevole dell'omicidio di Reni Willett, e Priscilla Cooper, James Craig e Nancy Pitman si dichiararono complici. Successivamente Monfort e William Goucher si dichiararono colpevoli anche dell'omicidio di James Willett, con la complicità di James Craig.
Il gruppo aveva vissuto a casa dei Willett per qualche tempo mentre la banda metteva a segno numerose rapine. Poco dopo aver ucciso la coppia, Monfort aveva utilizzato i documenti identificativi di Willett per spacciarsi per lui a seguito di un arresto per rapina a mano armata di un negozio di liquori. A quanto sembra James Willett non era coinvolto nei reati e voleva andarsene via con moglie e figlia, ma fu ucciso per paura che parlasse con la polizia.

#### Attentato a Gerald Ford

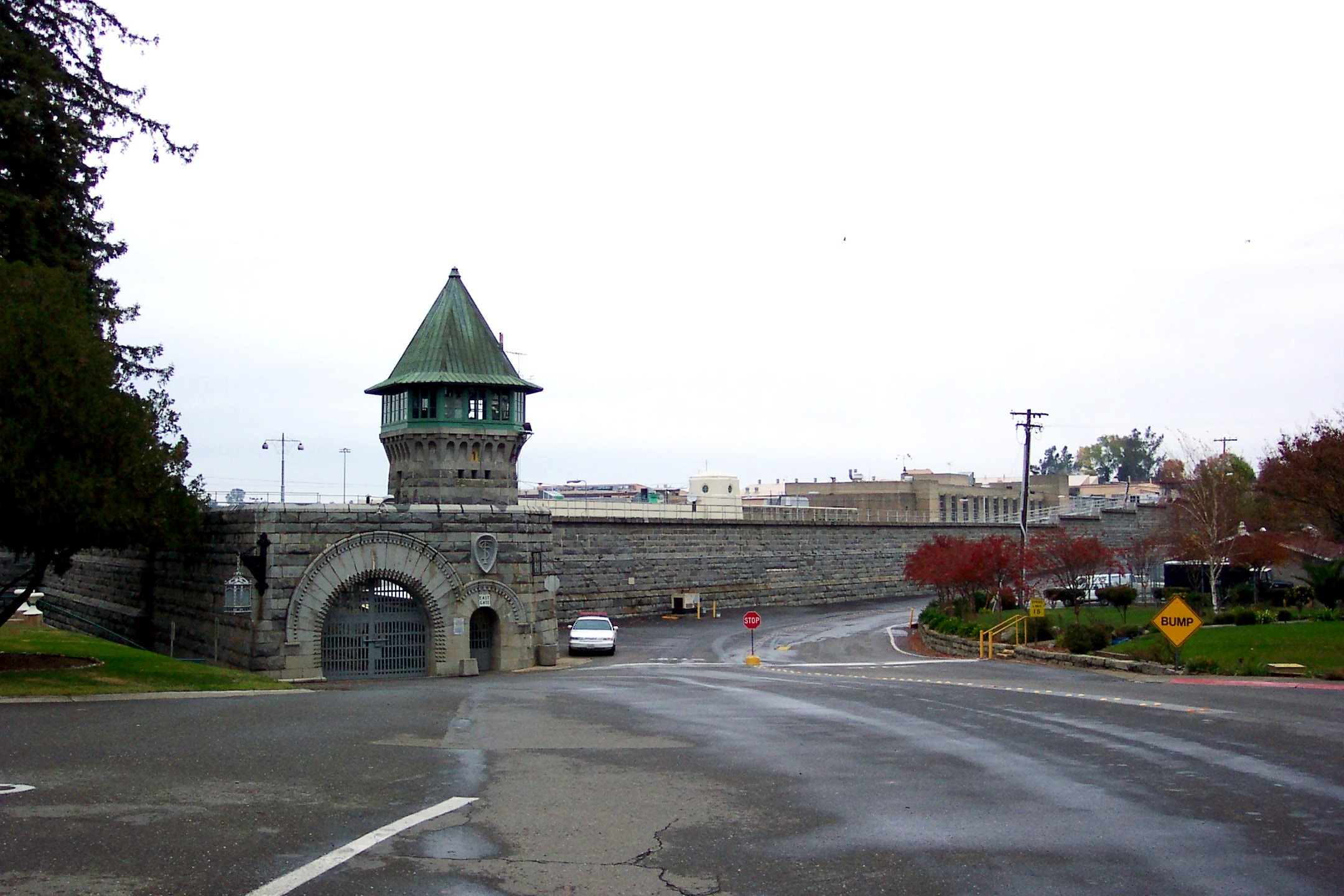
Il carcere di Folsom, uno dei luoghi di detenzione di Manson

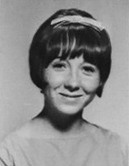
Lynette "Squeaky" Fromme in una foto del 1965

Il 5 settembre 1975, la Family tornò alla ribalta nei notiziari quando Squeaky Fromme cercò di assassinare il Presidente degli Stati Uniti d'America Gerald Ford. L'attentato ebbe luogo a Sacramento, città dove lei e Sandra Good si erano trasferite per stare vicino all'amato Manson mentre questi era imprigionato nel carcere di Folsom. Quel venerdì mattina, sebbene la Fromme si fosse trovata a poco più di un metro di distanza dal Presidente Ford e gli avesse puntato contro una pistola all'esterno dell'edificio del Campidoglio, l'arma si inceppò e non sparò un solo colpo, e la donna venne subito immobilizzata dal servizio di sicurezza. Dopo il fallito attentato, Ford continuò a camminare fino alla sede dell'Assemblea generale della California, dove incontrò il governatore Jerry Brown, come se non fosse successo nulla. Una successiva perquisizione dell'appartamento condiviso dalle due, rivelò che Fromme e Good avevano inviato tramite posta numerose minacce di morte a dirigenti aziendali e funzionari del governo degli Stati Uniti accusandoli di presunta negligenza in materia ambientale. Visti i suoi precedenti come seguace di Manson e in base a una legge del 1965 che rendeva il tentativo di assassinio di un Presidente un reato federale punibile con il massimo della pena, Lynette "Squeaky" Fromme fu condannata alla pena dell'ergastolo per il fallito attentato al Presidente Ford.
Nel dicembre 1987, "Squeaky" Fromme, che stava scontando l'ergastolo, evase dalla prigione federale di Alderson, in Virginia Occidentale. Avrebbe voluto raggiungere Manson, perché aveva sentito dire che era malato di cancro ai testicoli; ma venne catturata pochi giorni dopo. È stata rilasciata sulla parola, per motivi di salute, il 14 agosto 2009.

#### Ultimi aggiornamenti
Nel 1994, durante una conversazione con il procuratore distrettuale Vincent Bugliosi, Catherine Share, da lungo tempo seguace di Manson, dichiarò che la sua testimonianza al processo era stata "fabbricata ad arte" per cercare di salvare Charles Manson dalla camera a gas e da lui orchestrata. La testimonianza della Share aveva introdotto il movente dell'omicidio "fotocopia" per scagionare Beausoleil dall'accusa di essere l'esecutore dell'omicidio di Gary Hinman, che secondo quanto dichiarato dalle imputate Atkins, Van Houten e Krenwinkel, attribuiva la responsabilità di aver pianificato gli omicidi Tate–LaBianca a Linda Kasabian. Nel 1997, durante un segmento giornalistico all'interno del programma televisivo Hard Copy, Catherine Share fece intendere che la testimonianza al processo le era stata estorta da Manson dietro minaccia di morte.
Nel gennaio 1996, George Stimson, un seguace dell'ultima ora di Manson, con la collaborazione di Sandra Good, aprì un sito internet dedicato alla diffusione della filosofia di Manson. La Good era stata scarcerata nel 1985, dopo aver trascorso dieci anni in prigione.
In un'intervista del 1998–1999 rilasciata da Bobby Beausoleil alla rivista Seconds, egli negò che Manson gli avesse ordinato di uccidere Gary Hinman. Disse che Manson giunse a casa di Hinman e gli tagliò l'orecchio sinistro con una spada, fatto che in precedenza aveva negato nel 1981 durante un'intervista alla rivista Oui. Beausoleil dichiarò che quando lesse sul giornale degli omicidi di Cielo Drive, "non aveva idea di chi fosse il colpevole fino a quando il gruppo di Manson non fu effettivamente arrestato per questo". Invece, nell'intervista alla rivista Oui, aveva dichiarato: "Quando sono avvenuti gli omicidi Tate-LaBianca, sapevo chi l'aveva fatto. Ne ero abbastanza certo".
William Garretson, il custode di 10050 Cielo Drive che nell'agosto 1969 era sopravvissuto alla strage, ammise nel programma televisivo The Last Days of Sharon Tate, trasmesso il 25 luglio 1999 su E!, che quella notte, in realtà, si accorse che stava succedendo qualcosa di strano e sentì delle urla provenire dalla residenza principale, ma di essersi nascosto per paura di essere ucciso.
All'inizio del 2008 venne diffusa la notizia che Susan Atkins era malata di tumore al cervello. La domanda di scarcerazione per motivi di salute fu respinta nel luglio 2008, e il 2 settembre 2009 le fu negata la libertà vigilata per la 18ª ed ultima volta. La Atkins morì 22 giorni dopo, il 24 settembre 2009.
Nel gennaio 2008, nel corso del programma televisivo Most Evil su Discovery Channel, Barbara Hoyt disse che la storia relativa al tentativo di ucciderla da parte di Ruth Ann Moorehouse alle Hawaii per impedirle di testimoniare non era corretta. La Hoyt rivelò che aveva cooperato con la Family per paura che facessero qualcosa di male alla sua famiglia. Aggiunse che, all'epoca del processo, fu costantemente minacciata da alcuni membri della setta che i suoi genitori "avrebbero potuto fare la stessa fine delle vittime degli omicidi Tate-LaBianca".
Il 15 marzo 2008, la Associated Press riportò la notizia che il mese precedente gli investigatori forensi avevano condotto delle ricerche presso i resti del Barker Ranch. Seguendo alcune persistenti voci che affermavano come la Family avesse ucciso vari autostoppisti e vagabondi giunti in loco durante il periodo nel quale i membri del gruppo soggiornavano al Barker, gli investigatori individuarono "due probabili tombe clandestine; ... e una fossa aggiuntiva meritevole di ulteriori indagini". Il 28 marzo la CNN riferì che lo sceriffo della contea di Inyo, aveva messo in dubbio i metodi impiegati con i cani da ricerca, e quindi ordinato ulteriori test prima di qualsiasi scavo nel sito. Il 9 maggio, dopo un ritardo causato da un guasto agli equipaggiamenti per le verifiche, lo sceriffo annunciò che i risultati dei test erano stati inconcludenti e che lo "scavo esplorativo" sarebbe iniziato il 20 maggio. Nel frattempo, dal carcere Charles "Tex" Watson commentò pubblicamente che "nessuno era stato ucciso nel Barker Ranch" durante il mese e mezzo nel quale era stato presente in loco, dopo gli omicidi Tate–LaBianca. Il 21 maggio, dopo due giorni di scavi, lo sceriffo pose fine alle ricerche; erano state scavate quattro potenziali tombe ma non era stato trovato alcun resto umano.
Il 19 novembre 2017 Charles Manson è morto a causa delle complicazioni dovute a un cancro al colon. Aveva 83 anni.

## Membri principali
- Charles Manson (ergastolo, deceduto per malattia in carcere nel 2017)
- Susan "Sadie" Atkins (ergastolo, deceduta per malattia in carcere nel 2009)
- Charles "Tex" Watson (ergastolo)
- Patricia "Katie" Krenwinkel (ergastolo)
- Bobby "Cupido" Beausoleil (ergastolo)
- Leslie "Lulu" Van Houten (ergastolo, rilasciata con libertà condizionale nel 2023)
- Steve "Clem" Grogan (ergastolo, rilasciato sulla parola nel 1985)
- Lynette "Squeaky" Fromme (ergastolo, rilasciata sulla parola nel 2009)
- Bruce Davis (ergastolo)
- Mary Brunner (condannata a 20 anni, rilasciata sulla parola nel 1977)
- Sandra "Sandy" Good (condannata a 15 anni, rilasciata sulla parola nel 1985)
- Catherine "Gypsy" Share (condannata a 5 anni, rilasciata nel 1975)
- Linda Kasabian (testimone principale dell'accusa nel processo contro la Manson Family, deceduta nel 2023)
- Paul "Little" Watkins (testimone dell'accusa nel processo contro la Manson Family, deceduto per malattia nel 1990)
- Barbara Hoyt (testimone dell'accusa nel processo contro la Manson Family, deceduta per malattia nel 2017)
- Dianne "Snake" Lake (testimone dell'accusa nel processo contro la Manson Family)
- Ruth Ann "Ouisch" Moorehouse (condannata a 90 giorni di carcere, fuggita senza scontare la pena)
- Nancy "Brenda McCann" Pitman (condannata a 5 anni, rilasciata sulla parola dopo 18 mesi)
- Catherine "Cappy" Gillies (deceduta per malattia nel 2018)
- Thomas "TJ" Walleman (deceduto nel 1995 in un incidente stradale)
- Katryn "Kitty" Lutesinger
- Dennis Rice (deceduto il 21 giugno 2013)
- Ella Jo "Yellerstone" Bailey (deceduta per cancro nel 2015)
- Williams Joseph "Bill" Vance
- Larry Bailey
- Stephanie Jean Schram (alias Carol Mathews)

## Vittime accertate
- Gary Hinman
- Sharon Tate
- Jay Sebring
- Abigail Folger
- Wojtek Frykowski
- Steven Parent
- Leno LaBianca
- Rosemary LaBianca
- Donald "Shorty" Shea
- James L. T. Willett
- Lauren "Reni" Willett

## Filmografia

### Cinema
- The Manson Massacre, regia di Kentucky Jone (1972)
- Manson e la famiglia di Satana (Manson), regia di Robert Hendrickson & Laurence Merrick (1973)
- Charles Manson Superstar, regia di Nikolas Schreck (1989)
- The Manson Family, regia di Jim Van Bebber (2003)
- Live Freaky Die Freaky, regia di John Roecker (2006)
- Leslie, il mio nome è il male (Leslie, My Name Is Evil), regia di Reginald Harkema (2009)
- Life After Manson, regia di Olivia Klaus (2014)
- House of Manson, regia di Brandon Slagle (2014)
- Manson Family Vacation, regia di J. Davis (2015)
- 10050 Cielo Drive (Wolves at the Door), regia di John R. Leonetti (2016)
- Charlie Says, regia di Mary Harron (2018)
- Sharon Tate - Tra incubo e realtà (The Haunting of Sharon Tate), regia di Daniel Farrands (2019)
- C'era una volta a... Hollywood (Once Upon a Time in... Hollywood), regia di Quentin Tarantino (2019)

### Televisione
- Bel Air - La notte del massacro (Helter Skelter), regia di Tom Gries (1976) - miniserie TV
- The Beach Boys: An American Family, regia di Jeff Bleckner (2000) - film TV
- Helter Skelter, regia di John Gray (2004) - film TV
- Aquarius (2015) - serie TV
- Le ragazze perdute di Manson (Manson's Lost Girls), regia di Leslie Libman (2016) - film TV
- Mindhunter (2017) - serie TV (1º episodio della prima stagione, seconda stagione)
- L'operazione Chaos e gli omicidi Manson (Chaos: The Manson Murders), regia di Errol Morris (2025) - documentario